# Derecho de Honduras
El ordenamiento jurídico de Honduras pertenece a la tradición del derecho continental. Honduras garantiza el derecho a la vida y eliminó la esclavitud desde su primera constitución de 1825.

## Derecho público
La base de la legislación pública de Honduras, es la nueva Constitución de Honduras de 1982 con sus reformas. En esta nueva constitución se preserva la separación de poderes, Ejecutivo, Legislativo y Judicial.
El poder judicial está encabezado por el Tribunal Supremo de Justicia, cuyos jueces ("Magistrados") son elegidos por la Asamblea Nacional por un único período.

## Historia del Derecho en Honduras
Luego de su independencia de 1821, Honduras eligió en asamblea constituyente a su primer presidente, Dionisio de Herrera en 1824, en 1825 se publica la primera constitución del país, la Constitución del Estado de Honduras de 1825.
Las constituciones de Honduras han sido las siguientes:
1. Constitución de Honduras de 1825
2. Constitución de Honduras de 1831
3. Constitución de Honduras de 1839
4. Constitución de Honduras de 1848
5. Constitución de Honduras de 1865
6. Constitución de Honduras de 1873
7. Constitución de Honduras de 1880
8. Constitución de Honduras de 1894
9. Constitución de Honduras de 1904
10. Constitución de Honduras de 1924
11. Constitución de Honduras de 1936
12. Constitución de Honduras de 1957
13. Constitución de Honduras de 1965
14. Constitución de Honduras de 1982

## Derechos humanos en Honduras
Los siguientes pactos y convenciones han sido adoptados por numerosas organizaciones, entre ellas la Organización de las Naciones Unidas, Honduras ha firmado y ratificado varios de ellos, otros solo los ha firmado y otros no los ha firmado ni ratificado.
| Evento | Fecha de adopción       | Fecha de entrada en vigor | Estado de adopción (Honduras) |
| --- | ----------------------- | ------------------------- | ----------------------------- |
| Pacto Internacional de Derechos Económicos, Sociales y Culturales                                                      | 19 de diciembre de 1966 | 3 de enero de 1976        | Firmado y ratificado          |
| Pacto Internacional de Derechos Civiles y Políticos                                                                    | 16 de diciembre de 1966 | 23 de marzo de 1976       | Firmado y ratificado          |
| Convención Internacional sobre la Eliminación de todas las Formas de Discriminación Racial                             | 21 de diciembre de 1965 | 4 de enero de 1969        | Firmado y ratificado          |
| Convención Internacional para la protección de todas las Personas contra las Desapariciones Forzadas                   | 20 de diciembre de 2006 | 23 de diciembre de 2010   | Sin información               |
| Convención sobre la Eliminación de Todas las Formas de Discriminación contra la Mujer                                  | 18 de diciembre de 1979 | 3 de septiembre de 1981   | Firmado y ratificado          |
| Convención contra la tortura y otros tratos o penas crueles, inhumanas o degradantes                                   | 10 de diciembre de 1984 | 26 de junio de 1987       | Firmado y ratificado          |
| Convención sobre los Derechos del Niño                                                                                 | 20 de noviembre de 1989 | 18 de enero de 2002       | Firmado y ratificado          |
| Convención internacional sobre la protección de los derechos de todos los trabajadores migratorios y de sus familiares | 18 de diciembre de 1990 | 1 de julio de 2003        | Ni firmado ni ratificado      |
| Convención Internacional sobre los Derechos de las Personas con Discapacidad                                           | 13 de diciembre de 2006 | 3 de mayo de 2008.        | Firmado y ratificado          |